# Bistum Baguio
Das Bistum Baguio (lat.: Dioecesis Baghiopolitana) auf den Philippinen ist ein römisch-katholisches Bistum.
Das heutige Bistum entstand aus der am 15. Juli 1932 errichteten Apostolischen Präfektur Montanosa, die am 10. Juni 1948 in den Rang eines Apostolischen Vikariats erhoben wurde. Papst Johannes Paul II. gliederte am 6. Juli 1992 Gebietsanteile zur Errichtung dreier neuer Jurisdiktionsbezirke aus und benannte das Apostolische Vikariat in Baguio um. Am 24. Juni 2004 erhob der Papst das Apostolische Vikariat Baguio in den Rang eines Bistums und unterstellte es dem Erzbistum Nueva Segovia als Suffraganbistum. Zum ersten Diözesanbischof wurde der bisherige Titularbischof von Scebatiana und Apostolische Vikar von Baguio, Carlito Cenzon CICM, ernannt. Sein Nachfolger war der von 2016 bis 2023 amtierende Victor Bendico.